# Andrew Holness
Andrew Michael Holness (n. Spanish Town, 21 de julio de 1972) es un político jamaicano, que desempeña como primer ministro de su país desde el 3 de marzo de 2016 tras las elecciones generales de Jamaica de 2016, y previamente desde octubre de 2011 hasta el 5 de enero de 2012. Fue la persona más joven en ocupar dicho cargo en la historia de Jamaica, siendo el noveno primer ministro desde la independencia. Anteriormente fue ministro de educación entre 2007 y 2011.
Sucedió a Bruce Golding como líder de Partido Laborista de Jamaica así como en el cargo de primer ministro el 23 de octubre de 2011, convirtiéndolo en la novena persona en ocupar el más alto cargo jamaiquino. Como primer ministro decidió mantener la cartera de educación bajo su cargo.
El 5 de diciembre de 2011, Holness llamó elecciones generales para elegir su sucesor en 2012. Fueron realizadas el 28 de diciembre de 2011. Finalmente el partido laborista perdió las elecciones, y Holness dejó su cargo el 1 de enero de 2012.
Su gobierno se alinea con el de Estados Unidos en las relaciones internacionales. Sobre Venezuela, se niega a reconocer al presidente Nicolás Maduro y apoya a Juan Guaidó, el líder de la oposición. Él y otros líderes caribeños proestadounidenses han sido convocados a una reunión con Donald Trump en marzo de 2019 para definir una política común sobre la situación en Venezuela y las "prácticas económicas depredadoras" de China.